# Attraverso le grandi colline
Attraverso le grandi colline (Louis L'Amour's Down the Long Hills) è un film del 1986 diretto da Burt Kennedy, con Bruce Boxleitner, Bo Hopkins, Michael Wren, Lisa Mc Farlane, Thomas Wilson Brown.
È tratto da un romanzo di Louis L'Amour.
La prima visione italiana risale al 4 ottobre 1989, su Raiuno in prima serata.

## Trama
Utah: i criminali Jud e Cal, causando un incidente ferroviario, si rendono responsabili di un massacro al quale sopravvivono i soli Hardy e Betty, due adolescenti. I due giovani trovano un cavallo e con esso cercano di valicare i monti dello Utah. Scott, padre di Hardy, si mette sulle loro tracce insieme al pellerossa proprietario del cavallo e a Jud e Cal, intenzionati ad eliminare i testimoni del loro crimine.